# Vernonia baldwinii
Vernonia baldwinii es una especie de planta perenne perteneciente a la familia de las asteráceas.

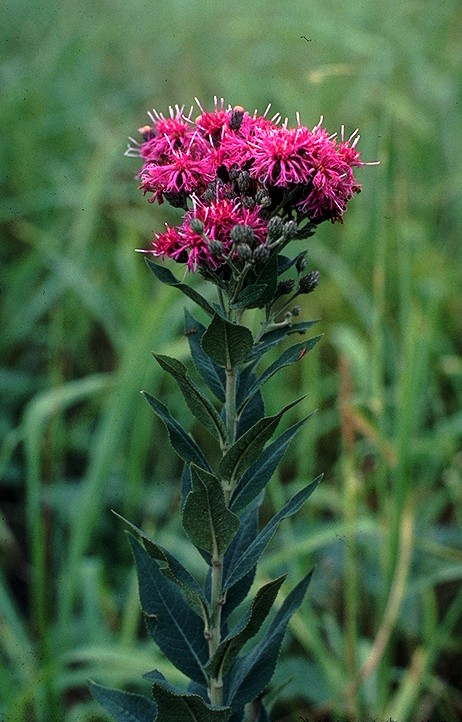
Inflorescencia

## Descripción
Tiene tallos que alcanzan un tamaño de 60-150 cm de largo, con pelos relativamente largos, extendidos o doblados a menudo, a veces con pelos  hacia la punta. Las láminas foliares de 6-18 cm de largo, lanceoladas a ovadas o elíptico-ovales, cónicas para angulares en la base, afilada en la punta, los márgenes finamente a, menos comúnmente, toscamente dentados, la superficie superior minuciosamente peluda, la cara inferior, con  pelos doblados o retorcidos. Capitulescencias con 17-34 flósculos. Involucro de 4.5-8.0 mm de largo, corto cilíndrico para algo semiesférica o en forma de campana, las brácteas de 4-7 mm de largo, lanceoladas a ovado, anguloso o más comúnmente a corto reduce a una punta puntiaguda, ligeramente ascendente o la punta recurvado- difusión, glabra o peluda minuciosamente, por lo general con abundante y diminutas, glándulas  de resina en ambos lados de la vena media. Vilano bronceado a marrón, a menudo teñida de púrpura, el interior cerdas de 5.0-6.5 mm de largo, las escamas externas 0.5-0.8 mm de largo. Corola 8-10 mm de largo. Frutas 2.5-4.0 mm de largo. Tiene un número de cromosomas de 2 n = 34.

## Distribución y hábitat
Dispersos a lo largo de casi común a Misuri, pero solo dispersos en partes de las Planicies y tierras bajas del Misisipi (Colorado y Nuevo México, al este de Minnesota, Illinois y Luisiana). Praderas de las tierras altas, claros,  sabanas,  bosques de tierras altas, con menor frecuencia en los bancos de los ríos y de los márgenes de los estanques; también pastos, cercas, campos viejos, vías férreas, carreteras, áreas abiertas y perturbadas, y en ocasiones los bancos de zanjas.

## Taxonomía
Vernonia baldwinii fue descrita por  John Torrey y publicado en Annals of the Lyceum of Natural History of New York 2: 211. 1827.
Sinonimia
- Cacalia baldwinii (Torr.) Kuntze
- Cacalia gigantea var. baldwinii (Torr.) Kuntze
- Vernonia baldwinii subsp. baldwinii Torr.
- Vernonia baldwinii var. interior (Small) B.G.Schub.
- Vernonia baldwinii subsp. interior (Small)
- Vernonia baldwinii var. parthenioides (Daniels) Rickett
- Vernonia duggariana Daniels
- Vernonia flavipapposa Daniels
- Vernonia interior Small
- Vernonia interior var. baldwinii (Torr.) Mack. & Bush
- Vernonia parthenioides Daniels[2]

## Fuente
1. 1 2  «Vernonia baldwinii». Tropicos.org. Missouri Botanical Garden. Consultado el 17 de octubre de 2012.
2. ↑  Vernonia baldwinii en PlantList

- Datos: Q6160625
- Multimedia: Vernonia baldwinii / Q6160625
- Especies: Vernonia baldwinii